# Agri Open
L'Agri Open è un torneo professionistico di tennis giocato su campi in sintetico. Fa parte dell'ITF Women's Circuit. Si gioca annualmente a Agri in Turchia.

## Albo d'oro

### Singolare
| Anno | Campionessa   | Finalista         | Punteggio |
| ---- | ------------- | ----------------- | --------- |
| 2012 | Başak Eraydın | Jeannine Prentner | 6–3, 6–3  |
| 2013 | Ilona Kramen' | Ana Veselinović   | 6–4, 6–4  |

### Doppio
| Anno | Campionesse                         | Finaliste                    | Punteggio        |
| ---- | ----------------------------------- | ---------------------------- | ---------------- |
| 2012 | Alexandra Romanova Chantal Škamlová | Abbie Myers Yana Sizikova    | 6–3, 4–6, [10–7] |
| 2013 | Melis Sezer Jasmina Tinjić          | Çağla Büyükakçay Pemra Özgen | 6–4, 3–6, [10–8] |